# Canale della Gravona
Il canale della Gravona (in francese canal de la Gravona, in corso canale di a Gravona) è un canale artificiale lungo quasi 19 km (precisamente 18,776 km), costruito tra il 1864 e il 1878, voluto dall'imperatore Napoleone III.
Il canale della Gravona fu richiesto anche dagli aiaccini a causa della mancanza d'acqua e dopo la parziale soluzione del problema con Napoleone che captò alcune sorgenti nelle colline di Aiaccio. 
L'acqua del canale è stata completamente resa potabile dopo la seconda guerra mondiale

## Galleria d'immagini

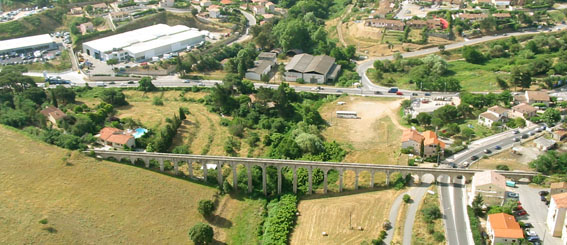
L'acquedotto di Mezzavia
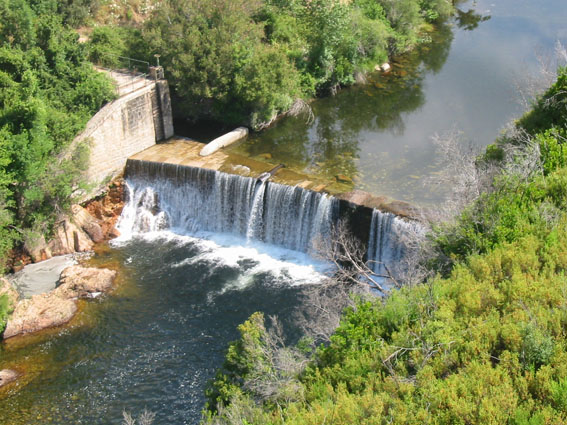
Sbarramento di Peri
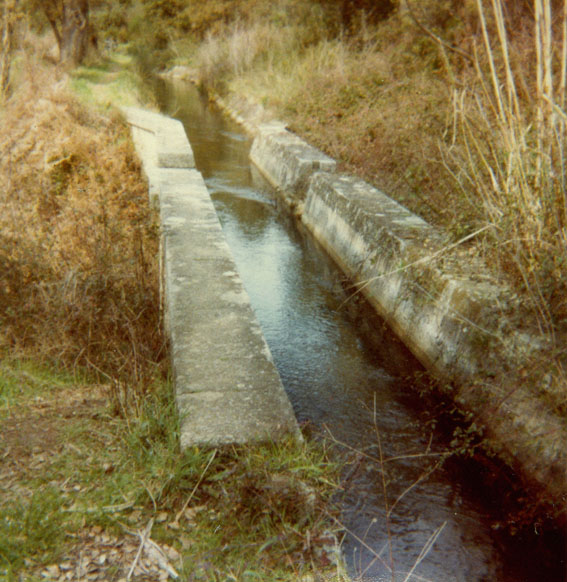
L'acquedotto di Miletto negli anni ottanta